# Ребянский, Борис Кириллович
Борис Кириллович Ребянский (6 января 1927, Харьков — январь 2010) — советский футболист и игрок в хоккей с шайбой, вратарь. Мастер спорта СССР по футболу
Родился в Харькове, где стал играть в футбол. С началом Великой Отечественной войны в 14 лет начал работать на автозаводе. В сентябре 1941 семья была эвакуирована в Челябинск.
В хоккее с шайбой играл за «Дзержинец»/«Авангард» (1947/48 — 1953/54), ОДО Киев (1955/56), «Арсенал» Киев (1960/61).
В футболе выступал за «Дзержинец»/«Авангард» Челябинск (1947, 1949—1953), дубль «Динамо» Киев (1954), ОДО Киев (1954—1956), «Спартак» Станислав (1957), «Локомотив» Винница (1958), «Арсенал» Киев (1959, 1961).
Карьеру фактически завершил в 1960 году после автомобильной аварии. 20 лет играл за сборную ветеранов киевского «Динамо».
Курил в течение 70 лет.
До 1997 года работал слесарем механосборочных работ на киевском «Арсенале».